# Бекузаров, Руслан Камбулатович
Руслан Камбулатович Бекузаров (осет. Бекуызарты Къамболаты фырт Руслан; 27 сентября 1927, Алагир, СОАССР — 21 ноября 2001, Владикавказ) — советский и российский сельскохозяйственный деятель. Директор Колхозов имени Чапаева в Казахской ССР, «Коммунист» в Северо-Осетинской АССР, совхоза «Октябрьский». Герой Социалистического Труда (1973).

## Биография
Родился 27 сентября 1927 года в Алагире Северо-Осетинской АССР.
В 1948 году начал работу в совхозе «Тауинский» Ростовской области. 1954 году прибыл на освоение целинных и залежных земель в Тимирязевский район Северо-Казахстанской области, Казахской ССР где работал в должности главного инженера совхоза имени Хрущёва до 1957 года. Работал директором ряда колхозов.
Указом Президиума Верховного Совета СССР от 6 сентября 1973 года за большие успехи, достигнутые во Всесоюзном социалистическом соревновании, и проявленную трудовую доблесть в выполнении принятых обязательств по увеличению производства и заготовок животноводства в зимний период 1972—1973 годов, директору совхоза имени Чапаева Советского района Северо-Казахстанской области Казахской ССР Бекузарову Руслану Камбулатовичу присвоено звание Героя Социалистического труда с вручением ордена Ленина и золотой медали «Серп и Молот»
В начале 80-х годов приехал в Северо-Осетинскую АССР, и был назначен на должность директора колхоза «Коммунист». Затем работал в Министерстве сельского хозяйства СОАССР.
Умер 21 ноября 2001 года во Владикавказе. Похоронен на Аллее Славы.

## Семья
- Супруга — Раиса Тимофеевна Кайтмазова, учитель английского языка
- Дочь - Елена Руслановна Курленя, учитель русского языка и литературы

## Награды
- Герой Социалистического Труда (6 сентября 1973) — за большие успехи, достигнутые во Всесоюзном социалистическом соревновании, и проявленную трудовую доблесть в выполнении принятых обязательств по увеличению производства и заготовок животноводства в зимний период 1972—1973 годов
- Два ордена Ленина
- Орден Октябрьской Революции
- Орден «Знак Почёта»

## Память
В г. Алагире есть улица носящее имя Руслана Бекузарова.